# Bastione del Barbagianni
Il bastione del Barbagianni è una fortificazione difensiva collocata all'esterno delle mura di Pisa, nella zona che va da Porta Calcesana a via delle Concette.

## Storia e descrizione
Il bastione venne costruito su progetto di Nanni Unghero al posto di una preesistente torre a metà del XVI secolo sotto il regno di Cosimo I che diede molta importanza al rafforzamento delle strutture difensive pisane ormai inadatte a resistere alle armi da fuoco dell'epoca. Lo stesso tratto di mura venne pesantemente bombardato dalle truppe di mercenari francesi e fiorentini. I lavori per la costruzione del Bastione del Barbagianni iniziarono nel 1543 e si conclusero nel 1557.
Nel 2013 è stato restaurato nella superfici murarie esterne nel quadro dei lavori di riqualificazione delle mura pisane.

## Galleria d'immagini

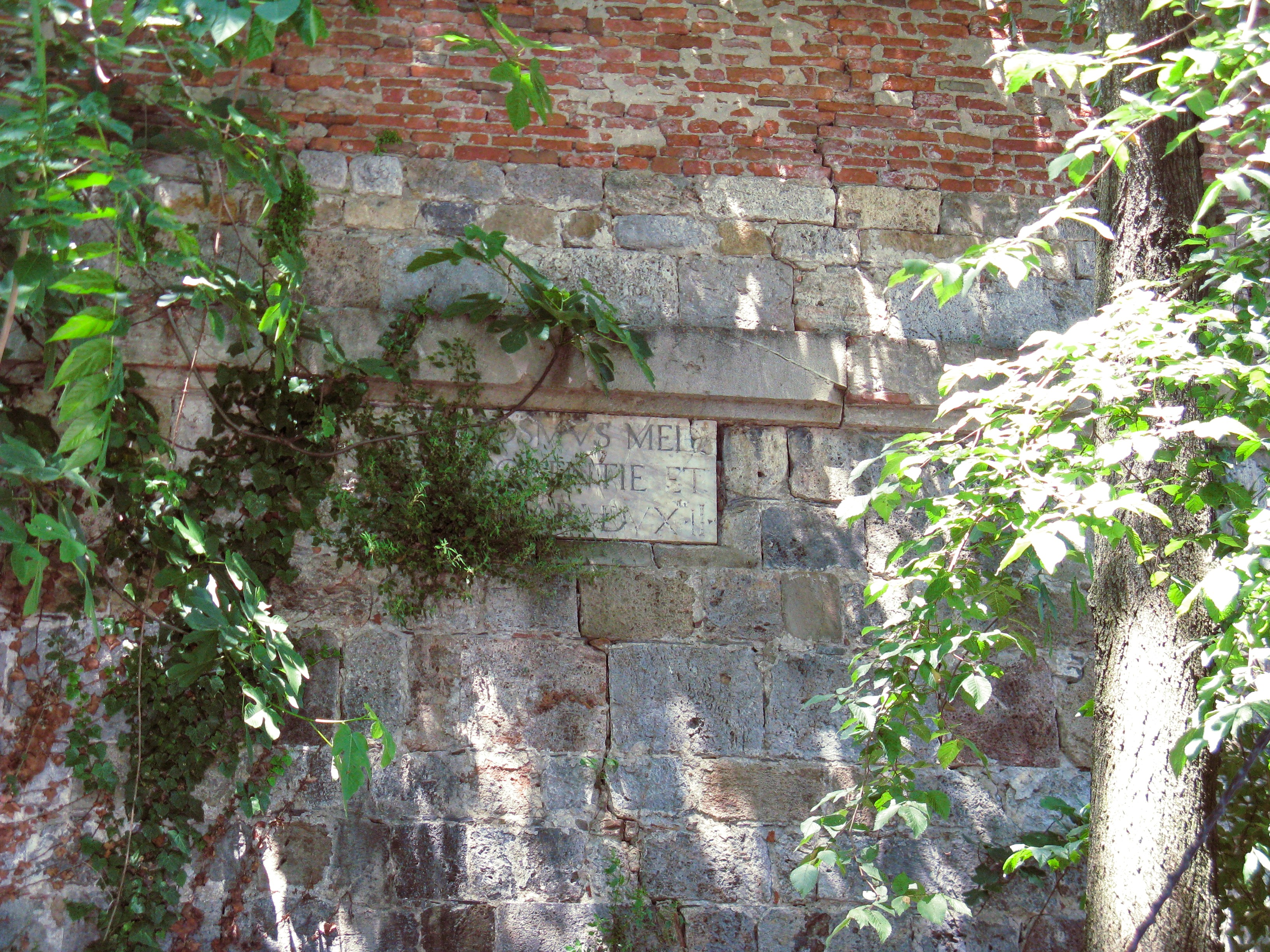
Lapide
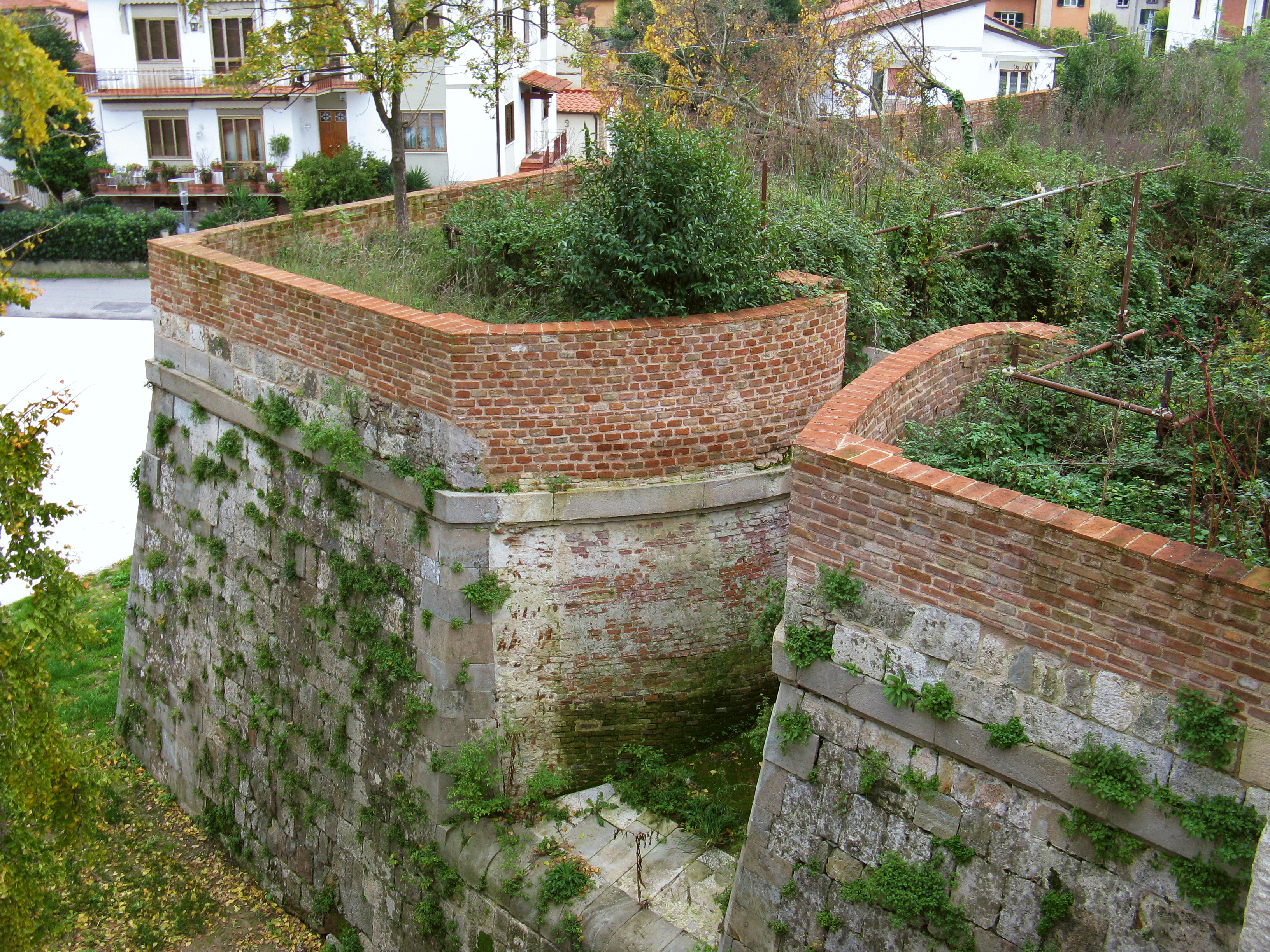
Bocca di fuoco
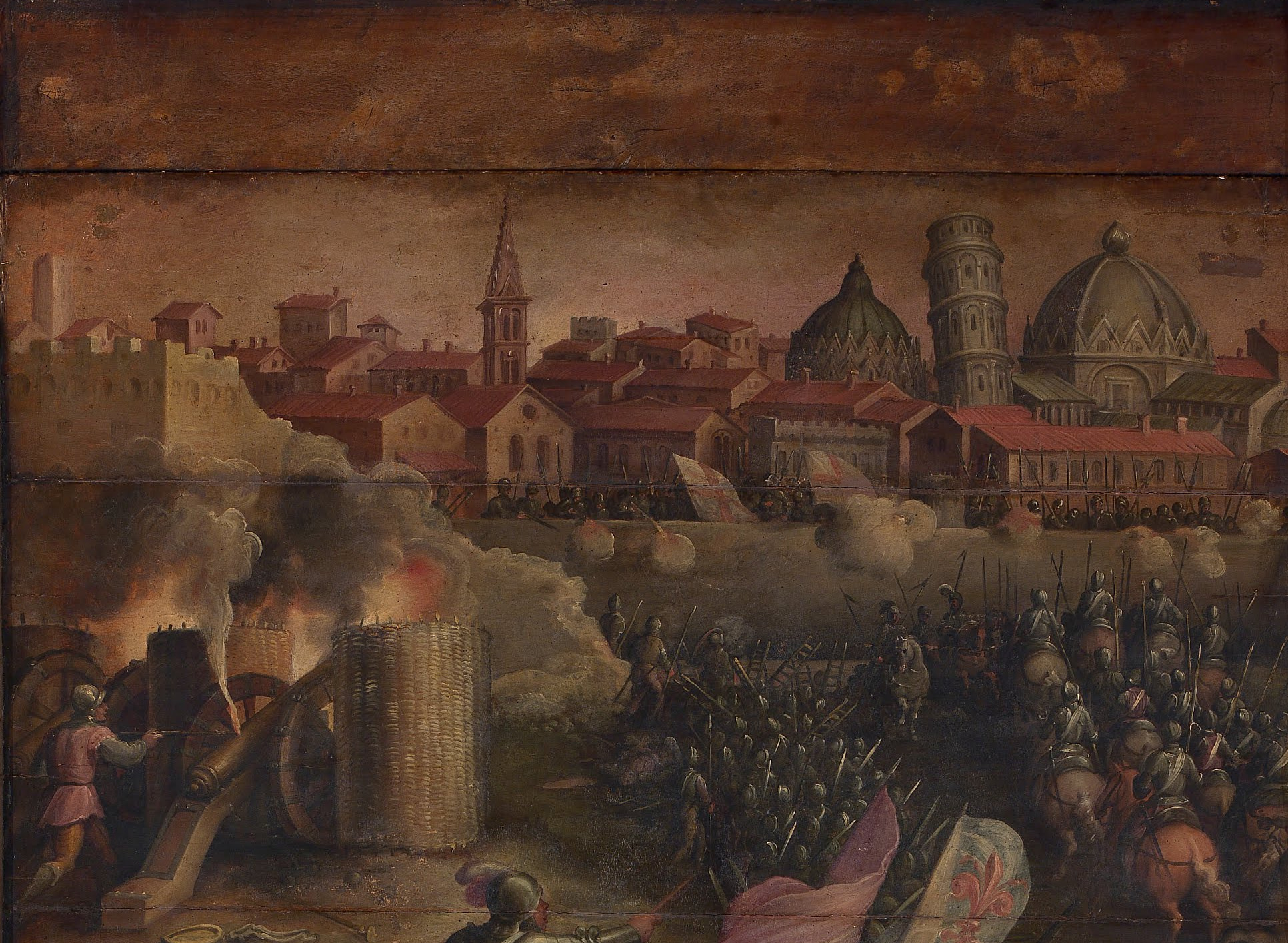
Battaglia di Barbagianni di Giorgio Vasari a Palazzo Vecchio